# Arzjom Bandarenka
Arzjom Jurjewitsch Bandarenka (belarussisch Арцём Юр’евіч Бандарэнка; international englisch Artsem Bandarenka; * 19. Juni 1991) ist ein belarussischer Drei- und Weitspringer.

## Sportliche Laufbahn
Erste internationale Erfahrungen sammelte Arzjom Bandarenka im Jahr 2009, als er bei den Junioreneuropameisterschaften in Novi Sad mit 7,41 m im Weitsprung den achten Platz belegte. 2016 nahm er an den Europameisterschaften in Amsterdam teil, schied dort aber mit 16,06 m in der Qualifikation aus. Anschließend reiste er zu den Olympischen Spielen nach Rio de Janeiro, verpasste dort aber mit einer Weite von 15,43 m im Dreisprung den Finaleinzug.
2011 wurde Bandarenka belarussischer Meister im Weitsprung sowie 2015 und 2016 im Dreisprung. In der Halle siegte er 2010, 2013 und 2014 im Weitsprung.

## Persönliche Bestleistungen
- Weitsprung: 7,92 m, 17. Mai 2014 in Brest
  - Weitsprung (Halle): 7,88 m, 22. Februar 2014 in Mahiljou
- Dreisprung: 16,90 m (+ 2,0 m/s), 26. Juni 2016 in Hrodna
  - Dreisprung (Halle): 16,30 m, 3. Februar 2018 in Homel